# (46731) Prieurblanc
(46731) Prieurblanc est un astéroïde de la ceinture principale.

## Description
(46731) Prieurblanc est un astéroïde de la ceinture principale. Il fut découvert le 4 octobre 1997 à Hottviller par Philippe Buttani et Christophe Demeautis. Il présente une orbite caractérisée par un demi-grand axe de 2,98 UA, une excentricité de 0,08 et une inclinaison de 9,7° par rapport à l'écliptique.

## Compléments